# A113
För motorvägen i Tyskland, se A113 (motorväg, Tyskland)

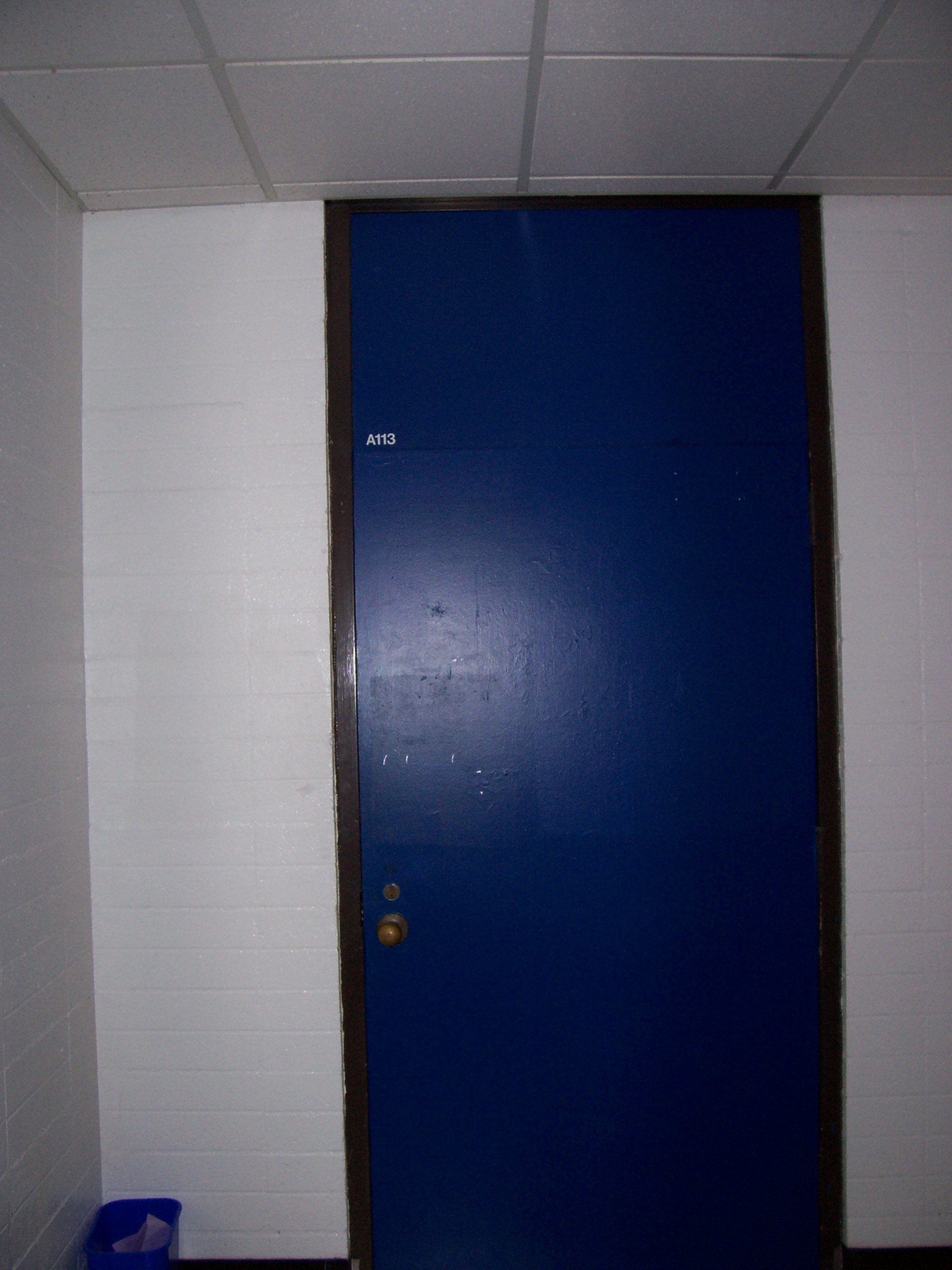
Dörren till rum A113 på California Institute of the Arts.

A113 är en siffer- och bokstavskombination som medvetet placerats i flera animerade filmer, särskilt från Disney och Pixar. Det är rumsnumret till ett klassrum i konstskolan California Institute of the Arts, där flera kurser i animerad film hölls i utbildningsprogrammet Character Animation Program. Disney hade börjat sponsra skolan på 1930-talet, rekryterade flera av medarbetarna därifrån och hade andra utbyten, med det fanns inget program specialiserat på tecknad film. När Walt Disney dog testamenterade han halva sin förmögenhet till stiftelsen Disney Foundation, med uppdrag att stödja de fria konsterna och lejonparten gick till California Institute of the Arts. År 1975 grundades animationsprogrammet Character Animation Program, där flera av lärarna var medarbetare på Disney, men även hade lärare från andra institutioner på skolan inom regi och design. Det var det programmet som använde klassrummet A113.
En av studenterna var Brad Bird, som började 1976, och han var den första att ta med siffer- och bokstavskombinationen i en tevesänd animering när han gjorde det teckande avsnittet Family Dog i teve-serien Amazing Stories år 1987. Han lät en av bilarna i avsnittet få registreringsnumret A113 som en blinkning till sin utbildningsort och studiekamrater. Det spred sig till fler alumni från utbildningen som också började använda det i sina filmer som till exempel registreringsnummer och rumsnummer. Boskstavs och sifferkombinationen förekommer i flera animerade filmer gjorda efter 1987, och i nästan samtliga filmer från Pixar.